# Norfolk and Western Railway
Pour les articles homonymes, voir Norfolk.
Le Norfolk and Western Railway (N&W) (sigle AAR: NW) était une compagnie de chemin de fer de classe I, issue de la fusion de plus de 200 chemins de fer, et qui exista de 1838 à 1982. Son quartier général était localisé à Roanoke, Virginie durant ses 150 ans d'existence.
Le N&W était réputé pour ses ateliers de Roanoke Shops qui produisaient ses locomotives à vapeur et ses wagons-trémies (hopper cars) adaptés aux marchandises en vrac. Vers 1960, le N&W fut le dernier grand chemin de fer américain à se convertir à la traction diesel.
Au milieu du XXe siècle, le N&W fusionna avec son rival de longue date, le Virginian Railway qui opérait dans le bassin houiller du Pocahontas. Il développa sa taille et sa rentabilité en poursuivant sa politique de fusions avec d'autres compagnies comme le Nickel Plate Road et le Wabash, situés dans des régions voisines. Le N&W se constitua un vaste réseau de plus de 11 000 km couvrant 14 États américains entre l'Océan Atlantique, le fleuve Mississippi et les Grands Lacs, ainsi que la province canadienne de l'Ontario.
En 1982, le Norfolk & Western fut combiné au Southern Railway, une autre compagnie profitable, pour former la Norfolk Southern Corporation. Le 31 décembre 1990, le Southern prit le nom de Norfolk Southern Railway et reçut le N&W comme filiale. Le N&W fut définitivement intégré au NS à la fin 1997.

## Les origines
L'histoire débuta avec le City Point Railroad, une petite ligne de 14,5 km construite en 1838, et reliant  le port de City Point (Hopewell, Virginia) sur la rivière James (soumise aux marées) et Petersburg situé sur les rives d'une rivière peu profonde appelée Appomattox. En 1854, il fut intégré au South Side Railroad qui reliait Petersburg à Lynchburg, où il se connectait avec le Virginia & Tennessee Railroad et le James River & Kanawha Canal.  William Mahone (1826-1895), un ingénieur diplômé de la promotion de 1847 du Virginia Military Institute, fut engagé par le Dr Francis Mallory à la construction du Norfolk & Petersburg Railroad (N&P) qui débuta en 1853, et dont il devint président à la veille de la guerre civile. Pour traverser le marécage du Great Dismal Swamp près de Norfolk, Virginie, Mahone utilisa des pieux comme fondations. Cette ligne est toujours en usage 150 après, et supporte l'énorme tonnage du trafic de charbon.
Mahone épousa Otelia Butler, dont le père, le Dr Robert Butler (1784-1853) avait été trésorier de l'État de Virginie.
Otelia qui lisait Ivanhoé (écrit par Sir Walter Scott), s'inspira de ce livre pour choisir le nom des différents lieux traversés par le N&P entre Suffolk et Petersburg; ainsi on lui doit Windsor, Waverly, Wakefield, Ivor, et même Disputanta à la suite d'une dispute avec son mari concernant le choix d'un nouveau nom. Les 84 km de voie du N&P s'achevèrent en 1858.
Mahone, surnommé "Little Billy" à cause de sa petite stature, devint un important général dans l'armée des Confédérés au cours de la Guerre civile américaine. Il fut considéré comme un héros lors de la bataille de Battle of the Crater durant le Siège de Petersburg en 1864-1865. Sa femme servait d'infirmière à Richmond, devenue capitale des États confédérés d'Amérique.
Le Norfolk & Petersburg Railroad fut sévèrement touché par la guerre, en particulier la portion située à l'est de la Blackwater  à Zuni, Virginie, qui fut aux mains de l'Union pendant presque toute la guerre. La portion est du City Point Railroad joua un rôle crucial pour le Général de l'Union Ulysses S. Grant durant le siège de Petersburg, et fut exploitée par l'United States Military Railroad. Le South Side Railroad fut lui aussi très endommagé.
Après la capitulation d'Appomattox le 9 avril 1865, le général Robert Lee demanda à ses hommes de retourner dans leurs foyers et de reconstruire le sud. C'est ce que fit le Général Mahone.

## De l'Atlantic Mississippi & Ohio Railroad au Norfolk & Western Railway

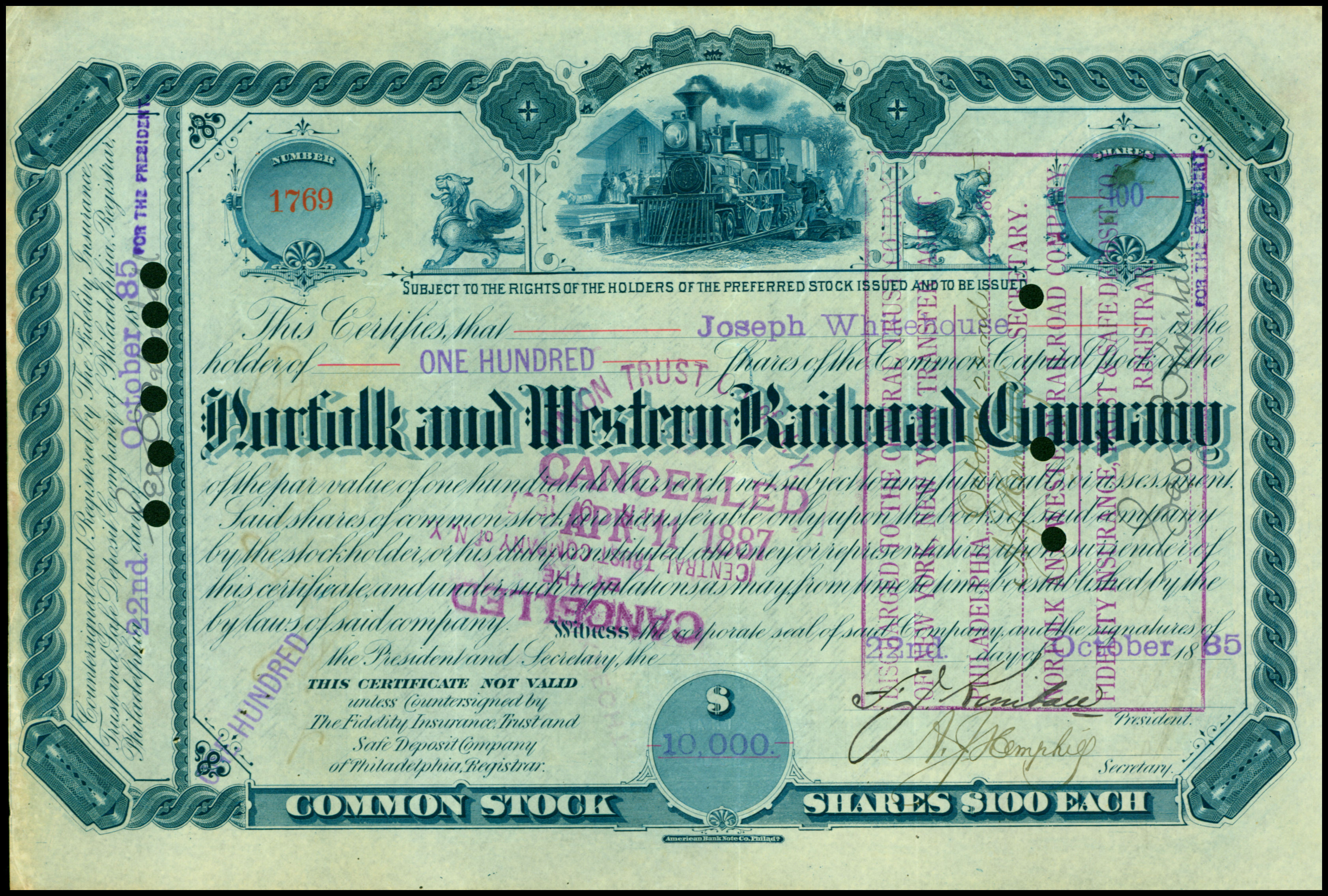
Action du Norfolk and Western Railroad Company, en date du 22. Octobre 1885

Durant l'après guerre, William et Otelia Mahone étaient des personnages illustres en Virginie. Mahone se remit rapidement au travail pour restaurer son Norfolk & Petersburg Railroad, et reprit son rêve de réunir les 3 lignes du sud de la Virginie afin d'atteindre les régions de l'ouest. Dans ce but, il réussit à devenir le président de ces 3 compagnies: le Norfolk & Petersburg, le South Side Railroad et le Virginia & Tennessee Railroad. La fusion eut lieu en 1870 et donna naissance à l'Atlantic Mississippi & Ohio Railroad (AM&O), dont la ligne de 656 km reliait Norfolk à Bristol, Virginie. La famille Mahone se déplaça vers le nouveau quartier général de Lynchburg, situé au centre du réseau de l'AM&O. On disait que les lettres A, M et O signifiaient "All Mine and Otelia's".
Au début des années 1870, l'exploitation de l'AM&O était profitable, mais à l'instar de nombreux autres chemins de fer, il rencontra des problèmes à la suite de la crise de 1873. Mahone conserva le contrôle de l'AM&O jusqu'en 1876, puis ses relations avec ses actionnaires anglais et écossais s'envenimèrent, et d'autres administrateurs furent nommés pour superviser son travail.
En 1881, l'AM&O fut saisi et mis en vente aux enchères. Il fut racheté par EW Clark and Co, une banque privée de Philadelphie (ayant des liens avec le Pennsylvania Railroad), qui contrôlait le Shenandoah Valley Railroad alors en construction au nord du fleuve Potomac et à la recherche d'une connexion vers le sud. L'AM&O fut rebaptisé Norfolk & Western Railway.
Une fois démis de la direction du chemin de fer, Mahone continua une carrière politique en Virginia et fut chef du Readjuster Party. Il participa à la création de la Virginia State University et du Central State Hospital. Mahone aida à l'élection de William E Cameron de Petersburg au poste de Gouverneur de l'État de Virginie. Mahone fut élu sénateur au Congrès des États-Unis. En 1895, il subit une violente attaque cérébrale à Washington DC, et mourut peu de temps après. Otelia  vécu à Petersburg jusqu'à sa mort en 1911.

## La période J Kimball et l'extension vers l'Ohio
George F Tyler fut nommé Président du nouveau N&W lors de sa création en mai 1881. Frederick J Kimball, un ingénieur en génie civil, fut désigné premier Vice-Président. Pour connecter le N&W et le Shenandoah Valley Railroad, Kimball sélectionna le petit village de Big Lick sur le fleuve Roanoke, qui deviendrait plus tard Roanoke.
Le réseau, depuis la formation de l'AM&O en 1881, transportait des produits agricoles. Mais Kimball qui était très intéressé par les riches du sous-sol, orienta le développement du N&W vers les réserves de charbon du Pocahontas situées dans l'ouest de la Virginie et dans le sud de la Virginie-Occidentale. En 1881, le N&W acquit la franchise de 4 lignes: le New River Railroad, le New River Railroad Mining & Manufacturing Company, le Bluestone Railroad, et l'East River Railroad.  Consolidées sous le nom de New River Railroad Company, avec Kimball à sa présidence, ces lignes constituèrent la base de la New River Division du N&W. Cette ligne partait de New Kanawha (près de East Radford), remontait le long de la rive ouest du New River en traversant les Comtés de Pulaski et de Giles jusqu'à l'embouchure de l'East River près de Glen Lyn, Virginie. De là, la ligne remontait l'East River en direction de l'ouest, en traversant plusieurs fois la frontière entre la Virginie et la Virginie-Occidentale, jusqu'à atteindre le bassin houiller situé à proximité de la Great Flat Top Mountain.
Le transport de charbon vers Norfolk devint rapidement le premier négoce du N&W, lui apportant vigueur et profitabilité. Kimball devint le Président de la totalité du réseau du N&W, et poursuivit son expansion. Le N&W progressa vers le nord-ouest, à travers la Virginie-Occidentale, et franchit la rivière Ohio pour finalement atteindre Columbus, Ohio. L'acquisition d'autres lignes, incluant le Shenandoah Valley Railroad, permit d'étendre le réseau vers l'ouest le long de la rivière Ohio jusqu'à Cincinnati, Ohio, mais aussi vers le sud de Lynchburg à Durham, Caroline du Nord, et de Roanoke à Winston-Salem, Caroline du Nord. Cela donna au N&W son réseau de base qu'il utilisera pendant plus de 60 ans.

## Le Charbon

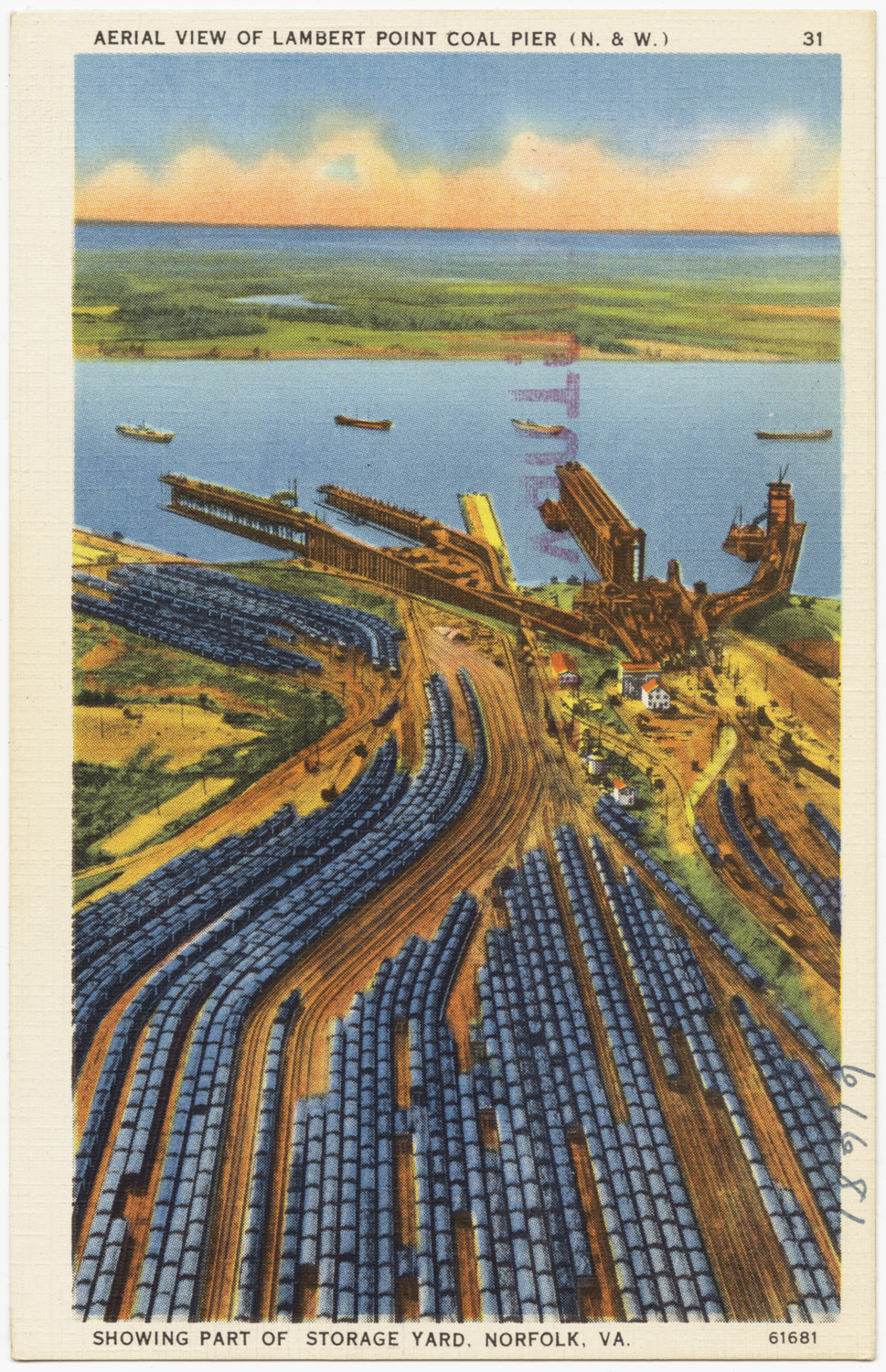
Vue aérienne du jetée Lambert Coal Pier montrant une partie du parc de stockage à Norfolk

En 1885, plusieurs petites compagnies minières représentant 1 600 km2 de réserves de schistes bitumineux, se regroupèrent pour former le plus gros propriétaire de charbon, le Flat-Top Coal Land Association, basé à Philadelphie. Le N&W racheta cette association et la réorganisa sous le nom de Pocahontas Coal & Coke Co. Rebaptisée ensuite Pocahontas Land Corp, elle reste de nos jours une filiale du Norfolk Southern.
Avec l'augmentation de la réputation du charbon bitumineux de haute qualité et du développement de l'accessibilité du Pocahontas, l'économie locale décolla. Des exploitations et leurs employés créèrent des douzaines de villages dans le sud de la Virginie-Occidentale. Dans les années qui suivirent, la forte demande en charbon permit à certaines personnes d'amasser des fortunes. La campagne fut rapidement parsemée d'aires de chargement, de fours à coke, de baraquements pour les ouvriers, de boutiques et d'églises. Durant les 4 décennies qui précédèrent la Crise de 1929 et la dépression qui suivit, ces villes charbonnières étaient florissantes. Ainsi la petite cité de Bramwel, Virginie-Occidentale, comptait la plus forte concentration de millionnaires du pays.
En 1886, les voies du N&W furent prolongées jusqu'aux quais de Lambert's Point sur l'Elisabeth River au nord de Norfolk, où une des plateformes d'exportation de charbon les plus actives au monde fut construite sur la zone portuaire d'Hampton Roads. En 1900, Norfolk était le premier port d'exportation de charbon de la côte est. Ce Charbon, transporté par le N&W, mais également plus tard par son voisin le Virginian Railway, fut utilisé par la moitié de la flotte maritime mondiale. De nos jours, il approvisionne les aciéries et les centrales thermiques du monde entier.

## Les ateliers de Roanoke

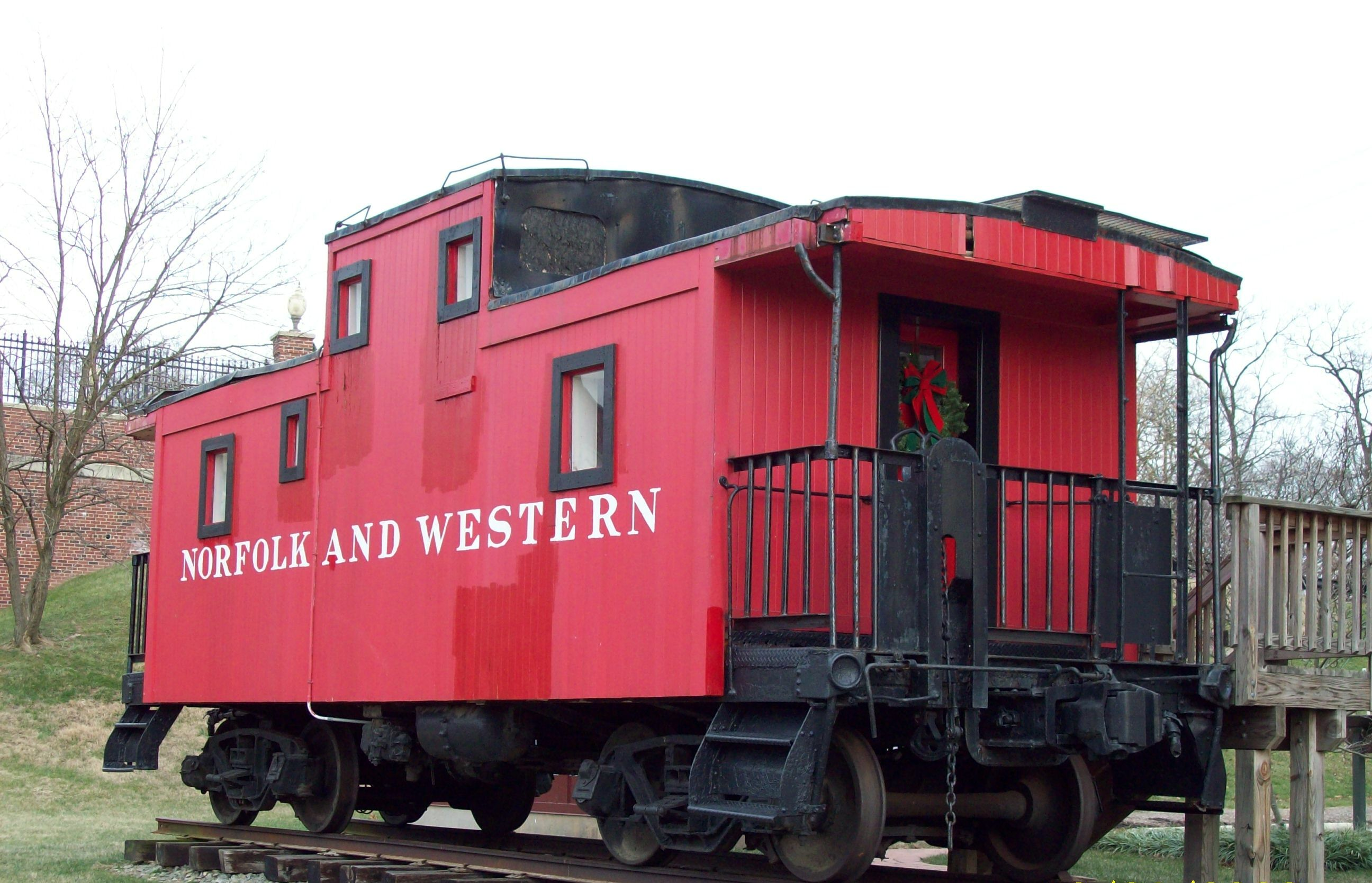
Fourgon de queue du Norfolk and Western

Le N&W était réputé pour construire lui-même les locomotives de la compagnie dans ses grands ateliers de Roanoke, connus sous le nom de Roanoke Shops. Cette pratique était très inhabituelle aux États-Unis et dans le reste du monde. Par contre les chemins de fer britanniques réalisaient la conception de leurs locomotives et les fabriquaient généralement dans leurs propres ateliers, ou en confiaient parfois la construction à un établissement extérieur.
Le Roanoke Shops du N&W employait des milliers de travailleurs qui s'occupaient de l'ensemble du matériel roulant en plus de la construction des locomotives. Au fil des ans, le N&W améliorait ses productions. Les dernières fameuses classes A, J et Y6 en furent le résultat. Le personnel du N&W, en maitrisant la conception, la construction et l'entretien, jouissait d'une réputation d'excellence en matière de vapeur. En 1960, rapidement après avoir fusionné le Virginian Railway, le N&W fut la dernière compagnie de classe 1 à remplacer la vapeur par la traction diesel-électrique. Même après la fin de la construction de locomotives à vapeur, le Roanoke Shops continua à construire et réparer le matériel roulant. Ces activités se poursuivent de nos jours au sein du Norfolk Southern.

## Les locomotives à vapeur préservées

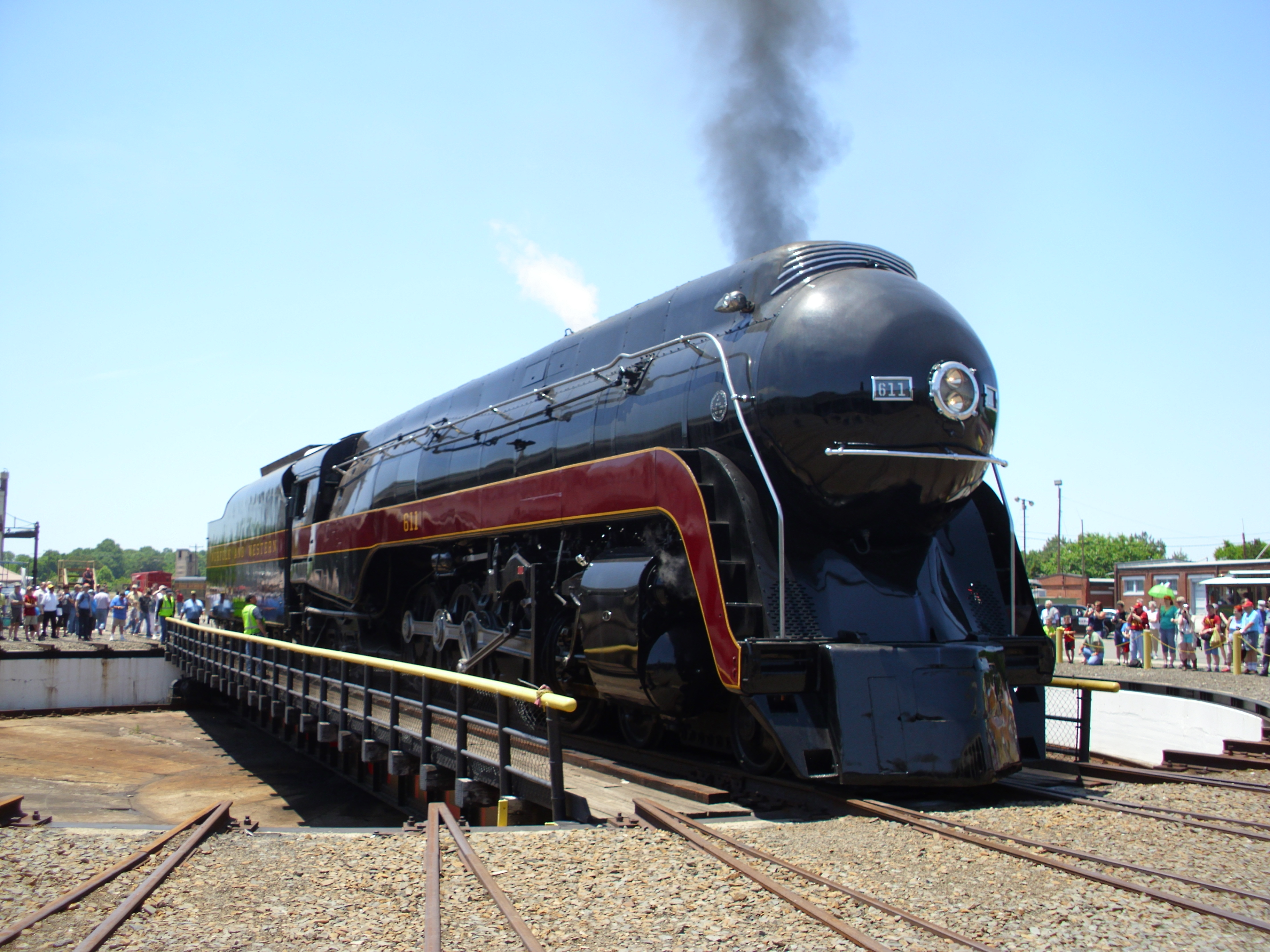
La 242 classe J no 611 en service au mois de mai 2015.

Deux des fameuses locomotives à vapeur du N&W, la 242 classe J no 611 et la locomotive articulée classe A no 1218, furent utilisées pour des voyages d'excursions durant les années 1990, lors de la présidence de Robert B Claytor, premier président du Norfolk Southern. La classe J no 611 a de nouveau été restaurée de 2013 à 2015 et est actuellement en service, tandis que la classe A no 1218 est maintenant exposée de façon statique au Virginia Museum of Transportation de Roanoke. 
La locomotive Mallet classe Y6a no 2156 est également exposée statique au National Transportation Museum de St Louis, Missouri, ainsi que la Mallet classe Y3a no 2050 à l'Illinois Railway Museum de Union (Illinois).
La 240 classe M no 475 continue d'être exploitée par le Strasburg Railroad, à Strasburg, Pennsylvanie.

## Les guerres mondiales et la crise économique

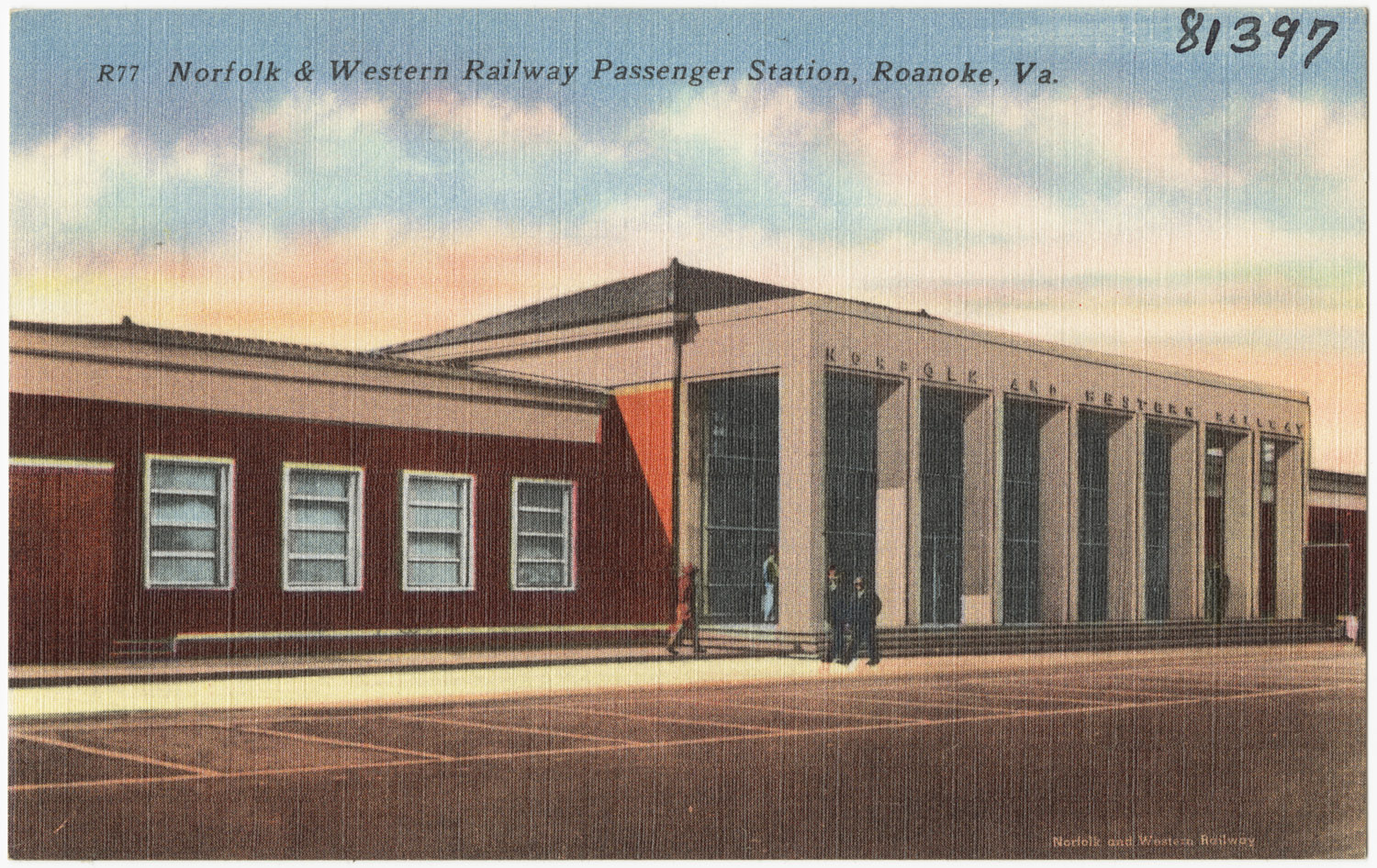
Gare de la N&W à Roanoke, Virginie. Période de 1930-1945

Le Norfolk & Western resta profitable durant les 2 guerres mondiales, et versa régulièrement des dividendes durant la Grande Dépression des années 1930.

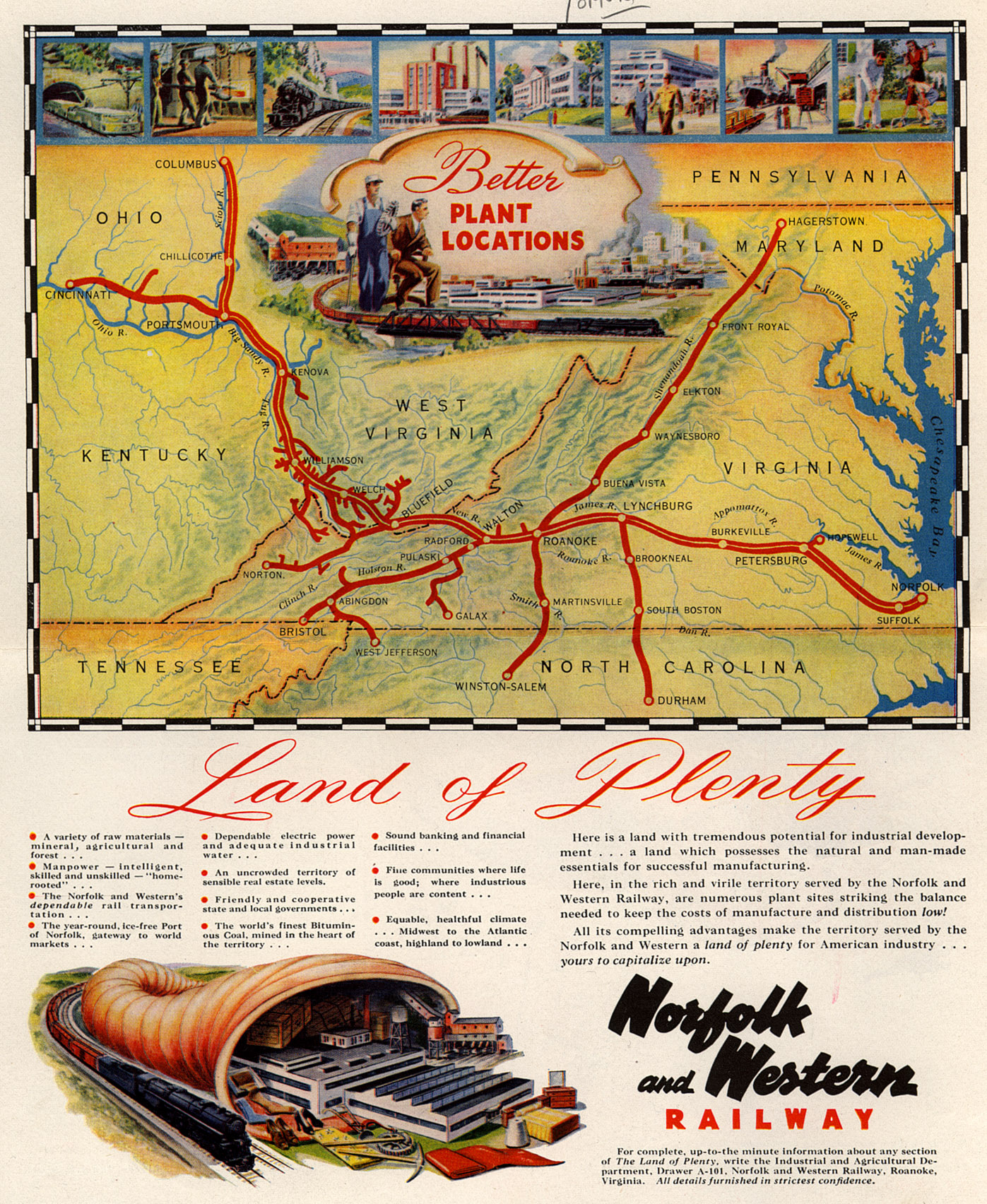
"Pays de cocagne" sur les routes du N&W, pub de 1948

Durant la première guerre mondiale, l'USRA (United States Railroad Administration) prit le contrôle des Pocahontas Roads, et exploita conjointement le N&W et le Virginian Railway (VGN). Cette association fut très efficace. Et lorsque les 2 compagnies reprirent leurs indépendances, le N&W ne perdit jamais de vue le VGN et sa ligne à faible dénivelé à travers l'État de Virginie. Ce ne fut qu'à la fin des années 1950 que l'Interstate Commerce Commission (ICC) accepta de donner son accord à la fusion du N&W et du VGN.

## Les récompenses
De 1924 à 1938, le N&W transporta 1 million de passagers sur plus de 138 millions de km sans incidents “2”. En 1938, le N&W reçu le trophée EH Harriman Award d'or pour la sécurité de son réseau.

## L'aire des grandes fusions modernes: 1960-1982

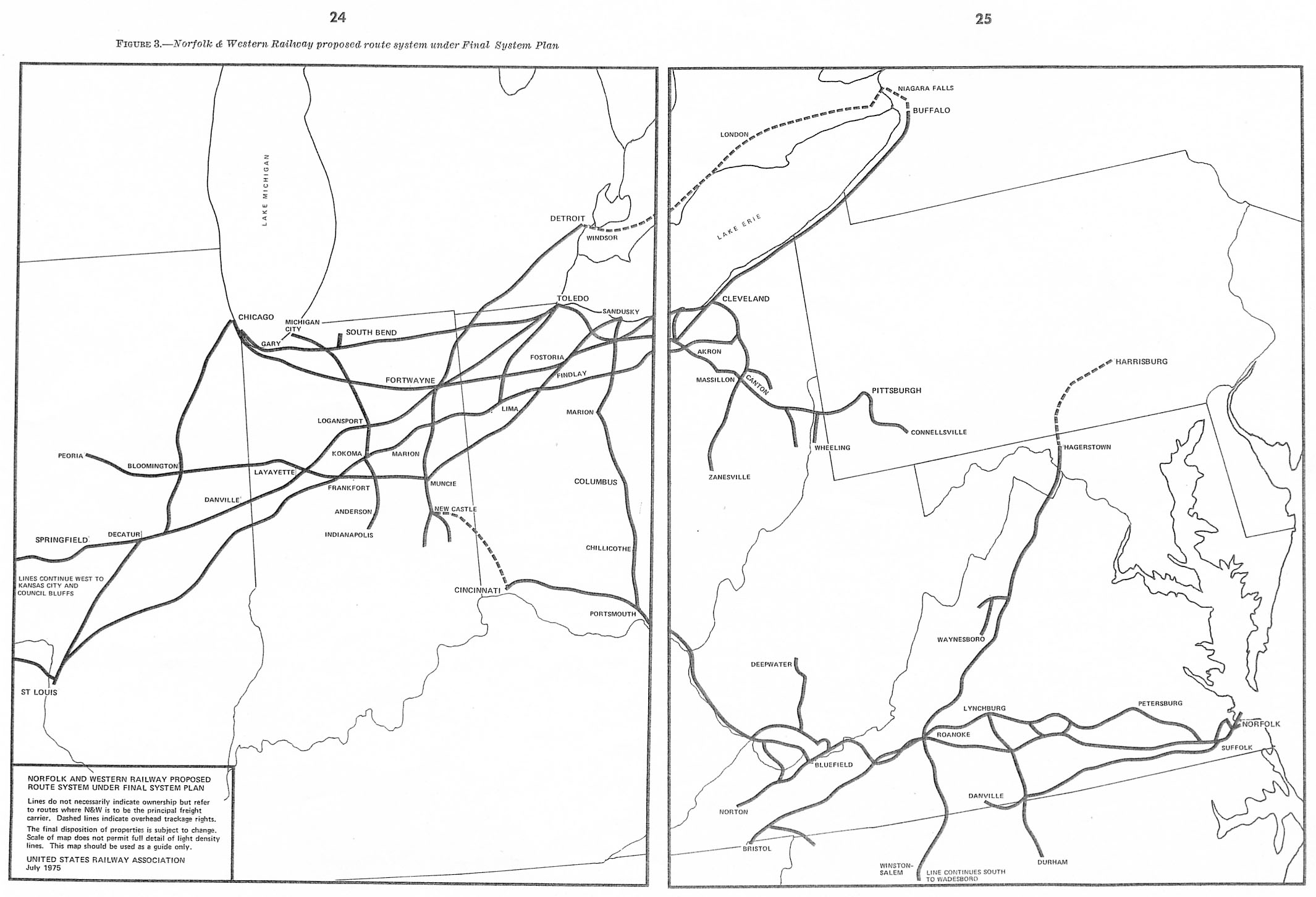
Carte du réseau N&W en 1975

Lorsque l'ICC donna son accord de fusion du N&W et du VGN en 1959, il devint évident que toute l'industrie ferroviaire des États-Unis allait connaître un vaste mouvement de fusion et de modernisation. En 1964, alors que le PRR contrôlait jusqu'à 1/3 du N&W, ce dernier se lança dans une des fusions les plus complexes de l'époque: l'absorption du Wabash, du Nickel Plate (alias New York Chicago & St Louis), du Pittsburgh & West Virginia Railway et de l'Akron Canton & Younstown Railroad. À cette période le PRR, déjà affaibli, se retira du N&W pour réaliser sa fusion avec le New York Central. Avec cette consolidation et l'ajout en 1976 d'une route plus directe vers Chicago, Illinois, le N&W se positionna comme un important chemin de fer du Midwest avec plus de 11 263 km de voies, reliant d'un côté l'Océan Atlantique et de l'autre les Grands Lacs et le fleuve Mississippi.
À la fin des années 1960, N&W fit l'acquisition de Dereco, regroupant le Delaware & Hudson, l'Erie Lackawanna, le Reading et le Central Railroad of New Jersey. Mais cette filiale, constituée de chemins de fer en difficulté dans le nord-est des États-Unis, ne fusionna jamais au N&W. Une grande partie de Dereco fut plus tard confiée à Conrail. Finalement, certaines de ces lignes furent intégrées à Norfolk Southern lorsque ce dernier fit l'acquisition de plus de la moitié de Conrail en 1999. Le 1er septembre 1981, le N&W racheta l'Illinois Terminal Railroad. N&W fut aussi un gros investisseur dans Piedmont Airlines.

## La concurrence entre autoracks et camions
Dans les années 1950, le Canadian National Railway introduisit de nouveaux wagons novateurs : les autoracks. Ces wagons à deux niveaux pour le transport des automobiles avaient leurs portes aux extrémités. Ils étaient énormes par rapport aux standards de l'époque; d'une longueur de 23 m, ils permettaient de transporter 8 voitures. Devant le succès de ces autoracks, une version à 3 niveau fut développée dans les années 1970. Puis pour lutter contre le vandalisme, le système "enclose car", constitué de tôles perforées, habilla les flancs des wagons.
Durant les années 1960, la facilité de chargement et déchargement des autoracks permit de supplanter les anciens boxcars. Des terminaux adaptés à des autoracks toujours plus grands furent développés par le N&W et les autres compagnies. 
Les chemins de fer proposaient un acheminement à moindre coût, et garantissaient une meilleure protection face au vandalisme ou aux intempéries par rapport aux transports routiers. Grâce aux autoracks, le chemin de fer devint le premier transporteur sur longues distances de voitures neuves, permettant d'inverser le rapport de force avec la route.

## La fusion avec le Southern
En 1982, le profitable Norfolk & Western combina ses forces à celles du Southern Railway, afin de constituer le Norfolk Southern Railway (NS) et de lutter plus efficacement avec le tout nouveau CSX Transportation, lui-même issus de la fusion de nombreuses compagnies de l'est des États-Unis. Le 23 juin 1997, le NS et le CSX s'unirent pour  reprendre Conrail. Le 22 août 1998, NS racheta 58 % de CR (ex réseau du PRR), et CSX 42 % de CR (ex réseau du NYC). Le NS commença à utiliser le réseau de l'ex Pennsylvania Railroad le 1er juin 1999.
De nos jours, une grande partie de l'ancien réseau du N&W constitue une part essentielle du NS Corporation dont le QG se trouve à Norfolk non loin des quais de Lambert's Point. Le NS fait partie des 500 plus riches compagnies des États-Unis.